# Atarassia
L'atarassia (letteralmente, dal greco antico ἀταραξία?, ataraxía, "assenza di agitazione", "tranquillità") è un termine filosofico, già usato da Democrito, ma adottato principalmente dalle scuole post-aristoteliche stoiche, epicurea e scettica per designare «la perfetta pace dell'anima che nasce dalla liberazione dalle passioni», nel più ampio contesto della filosofia morale (etica) legata alla ricerca della felicità.
Al di là delle diverse sfumature assunte nell'ellenismo e dell'affinità con termini quali apatia, aponia, adiaforia ed eutimia, la consolidazione del concetto di atarassia è opera della media e tarda Stoà, e più precisamente di Crisippo, Panezio, Polibio, Cicerone, Plutarco, Epitteto, Seneca e da ultimo Marco Aurelio con la traduzione del termine dal greco ataraxia nel latino tranquillitas.
Per estensione, in medicina il termine può venir utilizzato per definire genericamente una condizione di imperturbabilità ed evidente mancanza di legami emotivi con l'ambiente e le persone che circondano il paziente, che si presenta in affezioni psichiatriche come la schizofrenia.

## Origine semantica
Il campo semantico del termine «atarassia», nella sua accezione di stato d'animo di benessere (eudaimonía), si contrappone a quello di «marasma», quale stato d'animo di consunzione già in uso nella tradizione tragica greca da Eschilo a Euripide, quale riproduzione interiore del dualismo cosmogonico riconducibile al concetto di ordine, pieno, kósmos (κόσμος) contrapposto a disordine, vuoto, Kaos (χάος) già presente in forma seminale nel mazdeismo e nella Teogonia esiodea.
Nel contesto dell'atomismo democriteo la coppia antinomica ordine-disordine si trasforma nella dicotomia connessione-disconnessione. Gli atomi si uniscono, in un processo di creazione, per poi separarsi nuovamente, in un processo di distruzione, quale spiegazione ultima del divenire della materia. La trasposizione del mondo fisico a specchio nell'ambito della psyché produce il giudizio etico dell'atomismo, secondo il quale un animo irrequieto (in movimento, marasmatico) tende alla consunzione mentre uno stato d'animo sano (in coesione) tende a mantenere un ordine interno stabile, non agitato, privo di perturbazioni ovvero a-tarassico.

## Atarassia ed Aretè
Dato conto dell'origine semantica del termine e del contesto filosofico presocratico che l'ha partorito (la ricerca dell'archè), l'atarassia acquista il valore decisivo di praxis (πρᾶξις) solo dopo Socrate, e segnatamente con riguardo alle varie declinazioni del concetto socratico di aretè (ἀρετή) quale condizione intrinseca ed ultima dell'animo umano nella ricerca della eudaimonìa (εὐδαιμονία) intesa come serenità spirituale.
Lo sviluppo definitivo del concetto di atarassia, operato in epoca Romana da Seneca nel più ampio contesto della tarda Stoà, risulterebbe incomprensibile senza il passaggio nodale attraverso gli elementi interpretativi costituiti dal confronto dei vari caposcuola della tradizione Ellenistica con l'eredità Socratica.
Prendendo come pietra angolare l'Apologia di Socrate di Platone, e soprattutto le ultime parole del filosofo, si coglie agevolmente che il problema morale posto da Socrate si risolve nel rapporto fra ragione ed emotività (considerata indistintamente come parte irrazionale). Da questo assunto di fondo si dipanano e si chiariscono le posizioni dei vari filosofi:
- La posizione di Democrito verrà ricondotta, in epoca ellenistica, al termine eutimia per distinguerla dall'atarassia e risolversi nella cura dall'emozione considerata antitetica al coraggio (la paura).
- La posizione di Epicuro (serenità imperturbabile del sapiente) oltre al Tetrafarmaco di palese derivazione democritea, si risolverà nell'aponia intesa come serenità d'animo nel sopportare i dolori fisici e morali[14] quale componente imprescindibile della decisa posizione materialista del filosofo. In questo senso la razionalità Socratica viene interpretata da Epicuro come controllo e dominio sull'emozione del dolore che in epoca moderna ispirerà Leopardi.
- La posizione di Pirrone si risolve in una felice indifferenza[15], apatia, determinata dall'impossibilità ontologica di conoscenza delle cose nella loro intima natura. Pirrone risolve così il rapporto fra ragione ed emozione mettendo sotto parentesi (Epochè) l'esperienza sensibile non in quanto riducibile alla ragione ma come l'esatto contrario. Il mondo da cui provengono le emozioni risulta indifferente[16] poiché ingiudicabile in termini definitivi quale primo esempio di agnosticismo della storia della filosofia[17].
- Antistene, discepolo di Socrate ed ostracizzato dagli ateniesi, propone una soluzione più radicale e solipsista al problema della conoscenza (nominalismo) riducendo il mondo a rappresentazione[18]. Ne segue un atteggiamento di indifferenza (Adiaphoria) verso le cose del mondo e uno strenuo impegno individuale nella pratica della Aretè[19]
- Zenone di Cizio propone una soluzione simile ad Antistene (di cui fu discepolo) ed alle posizioni spiritualiste della filosofia tedesca del XIX secolo[20]. Posto che tutti i fenomeni e gli accadimenti del mondo, i quali non sono altro che la manifestazione del Logos[21] (ragione), restano al di fuori del controllo individuale, le pulsioni emotive da questi determinate, qualunque azione sostengano, sono in sé e per sé immotivate e fuori dal terreno dell'etica. Ecco che l'atarassia si pone come liberazione dalle emozioni quali espressioni di irrazionalità impeditive di quella condizione di autocontrollo tanto cara ai futuri sviluppi della Stoà[22].

## Atarassia ed Ellenismo
Gli orizzonti della atarassia in epoca ellenistica mutano progressivamente in ragione di quattro eventi fondamentali:
- La crisi della polis quale orizzonte della speculazione filosofica precedente che quindi subisce una profonda rielaborazione.
- La diffusione della Koinè (Κοινὴ) con la conseguente contaminazioni fra le varie dottrine precedenti (ad esempio l'Epicureismo verrà spesso confuso con la tradizione Cirenaica come dimostra l'interpolazione dell'Edonismo dalla seconda verso la prima) e la polarizzazione di posizioni filosoficamente prossime in termini sovrapponibili (ad esempio l'utilizzo di ataraxia tanto nello Stoicismo che nell'Epicureismo e nello Scetticismo).
- Il clima di generale insicurezza che caratterizza questa età di sconvolgimenti politici, sociali e culturali, determina una filosofia in ripiegamento verso il privato. L'attenzione degli intellettuali si rivolge all'etica ed all'analisi interiore piuttosto che ad una indagine filosofica capace di produrre sistemi interpretativi generali quali il Platonismo o l'Aristotelismo. I vari sistemi filosofici del periodo considerato, pur con le loro intrinseche differenze, focalizzano le loro speculazioni sui problemi dell'uomo che ricerca e riscopre se stesso come individuo, piuttosto che sulla riflessione politica sulla società[23].
- La centralità dell'Etica Aristotelica (Etica Eudemia, Etica Nicomachea, Grande Etica) quale struttura di riferimento e/o di confronto per tutte le scuole dell'Ellenismo. Con la grande tradizione Aristotelica il problema Etico si sposta dal territorio della ragionevole convivenza degli individui nella polis[24] a quello del rapporto fra Felicità e Virtù[25].

Tre scuole ellenistiche proporranno l'atarassia quale buona prassi per il sapiente (ricco di dottrina e di saggezza), seppur con dei consistenti distinguo:
- L'Epicureismo si muove in un orizzonte materialista e meccanicista, che vede nella sensibilità e nel desiderio la fonte di ogni dolore. L'ideale dell'atarassia è quindi concepito sulla base dell'osservazione della natura umana: se ogni desiderio, in quanto tensione verso ciò che manca, è dolore, allora non sarà il piacere associato al soddisfacimento del desiderio a procurare quella felicità perfetta, immutabile, capace di allontanare le angosce profonde dell'animo umano. Seguendo Epicuro gli epicurei sostennero che la felicità può essere garantita solo dal piacere stabile (catastematico), che non deriva da un desiderio soddisfatto (piacere in movimento) ma da un dolore risparmiato: dunque, da un desiderio non perseguito ("il culmine del piacere è la pura e semplice distruzione del dolore").
- Lo Scetticismo approda ad un atteggiamento atarassico in ragione dell'indecidibilità prodotta dalla consapevolezza che nessuna retta conoscenza è possibile e che ogni presunta verità non è dimostrabile con assoluta certezza. Così anche le cause delle nostre emozioni, ciò che ci rende felici o angosciati, rientrano, come tutto, in questa zona d'ombra che rende tutto trascurabile perché potenzialmente illusorio. L'invito dello scettico è di fare epoché, di rivalutare (e ridimensionare) ogni aspetto della vita in base alla riflessione sulla limitatezza della mente umana, e raggiungere così una condizione di felicità perché sottratta all'errore e all'incertezza che derivano dall'accettare acriticamente la realtà.
- Lo Stoicismo, entro il quale si produrrà la sintesi di epoca Romana, associa l'atarassia al controllo della pulsione. Crisippo, in due celebri frammenti, dice che «la Virtù è un'abilità» (tecnè) «che ha a che fare con la vita»[26] e che «l'uomo è l'artefice delle pulsioni»[27], per cui, al fine di condurre una vita virtuosa e quindi felice, la ragione deve plasmare i nostri impulsi e guidare la loro espressione. La chiave di volta per comprendere la fondamentale intuizione della media Stoà è la saldatura fra pulsione ed azione[28] (di cui farà tesoro Freud che non dissertava di filosofia). In Crisippo le pulsioni provengono tanto dal corpo quanto dall'anima Socratica riproducendo uno schema del tutto simile al mito dell'auriga contenuto nel Fedro di Platone ma teleologizzato (finalizzato) alla felicità terrena (Eudaimonia) e non all'iperuranio.

## L'Atarassia di Seneca
È in epoca Romana e più propriamente all'interno della tarda Stoà che il concetto di Atarassia si chiarisce come ricetta comportamentale (praxis) finalizzata al conseguimento della felicità intesa come imperturbabilità (correttamente tradotto col latino Tranquillitas) dell'animo Virtuoso (sapiente in quanto razionale) al cospetto del Mondo.

La sintesi definitiva ed articolata del concetto è ascrivibile ad autori quali Epitteto, Marco Aurelio e soprattutto Seneca senza negare il nesso fra questi ultimi e la trasposizione della filosofia Ellenistica operata dal Circolo degli Scipioni prima ancora che dalla letteratura latina (Lucrezio, Orazio, ed altri).
Il testo fondamentale dove reperire il senso della ricetta atarassica di Seneca ed il suo contributo di originalità filosofica è il De Tranquillitate Animi. Seneca non scrive come un filosofo che crea o espone una teoria filosofica da zero: l'esatto contrario. Nel De Tranquillitate, tanto quanto nel De vita beata, o nel De brevitate vitae, Seneca cuce elementi democritei, scettici, epicurei e platonici sul tessuto stoico dando vita ad aporie ed incoerenze nei confronti della prima (Zenone di Cizio) e media Stoà (Crisippo) con apparente superficialità. Ovviamente non è così. Lo spostamento e l'intuizione fondamentale di Seneca è la visione della filosofia come cura al di là di una stretta coerenza sistemica (concetti atarassici senecani di negotia, officia e oblectamenta). Così facendo, con la tarda Stoà si realizza compiutamente, e per la prima volta nella storia del pensiero, l'emancipazione dell'Etica dalla Fisica, dalla Gnoseologia e dalla Metafisica realizzando «l'indipendenza del pensiero e dell'attività dei singoli individui».
Più in generale, la tarda Stoà cattura gli elementi fondamentali dello Stoicismo (individualismo, solipsismo, virtù come conoscenza, eudaimonia come fine teleologico, educabilità dell'anima, potere come auto-controllo, libertà come volontaria deliberazione, indeterminatezza del futuro, materialismo dialettico, Laicismo, etc.) adattandovi qualunque altro aforisma o precetto purché funzionale, in termini terapeutici, alla conservazione dell'uomo in quanto tale.

Per questo l'atarassia risulta come la massima espressione del potere Hêgemonikon (egemonico) su sé stessi e sulle proprie pulsioni (tradotto nella massima Imperare sibi maximum imperium est) come unica forma legittima di controllo sul mondo e di cura dell'uomo dai propri mali.